# Крамкувка-Мала
Крамкувка-Мала (пол. Kramkówka Mała) — село в Польщі, у гміні Ґоньондз Монецького повіту Підляського воєводства.
Населення — 135 осіб (2011).
У 1975-1998 роках село належало до Ломжинського воєводства.

## Демографія
Демографічна структура станом на 31 березня 2011 року:
|          | Загалом | Допрацездатний вік | Працездатний вік | Постпрацездатний вік |
| -------- | ------- | ------------------ | ---------------- | -------------------- |
| Чоловіки | 74      | 25                 | 42               | 7                    |
| Жінки    | 61      | 11                 | 35               | 15                   |
| Разом    | 135     | 36                 | 77               | 22                   |